# 東京農業大学第三高等学校・附属中学校
東京農業大学第三高等学校・附属中学校（とうきょうのうぎょうだいがくだいさんこうとうがっこう・ふぞくちゅうがっこう）は、埼玉県東松山市大字松山に所在し、中高一貫教育を提供する私立中学校・高等学校。

## 概要
設置者は学校法人東京農業大学。Ⅰコース（進学コース）、Ⅱコース（文武両道コース）、Ⅲコース（アスリートコース）、中学校から上がってくる中高一貫コースの全4コース制。母体が農学を扱う大学であるが、農業科等は設置されていないが、1年次に生物基礎が必修。
校訓は“不屈・探求・信頼”。

## 沿革
- 1985年4月 - 東京農業大学の併設校として設立
- 1985年10月9日 - 第1回体育祭（第6回まで毎年開催、以降浪漫祭と隔年で実施）
- 1985年11月2日 - 日本スリーデーマーチに参加（東松山市開催）（以降、1年生が毎年参加）
- 1986年2月18日 - 第1回長距離走大会（以降校内マラソン大会として毎年実施）
- 1986年10月28日 - 第1回修学旅行（2年生・九州方面）
- 1986年11月25日 - 第1回演劇鑑賞会（以降毎年実施）
- 1990年10月27日 - 第1回農大三高杯争奪中学生英語レシテーションコンテスト（以降毎年実施）
- 1991年9月2日 - 第6回修学旅行（この年から韓国方面を実施）
- 1991年9月28日 - 第1回浪漫祭（以降体育祭と隔年で実施）
- 1992年11月20日 - 第二体育館（1F 柔道場・剣道場・卓球場、2F アリーナ）竣工
- 1993年4月1日 - 第2代校長就任
- 1993年8月31日 - グラウンド改修（全天候型100m 4コース）
- 1996年4月1日 - 英語コース、理数コースを統合し特進コースとする（体育コース・普通コース・特進コース）
- 1996年7月23日 - 衛星通信アンテナ設置（サテライト講座導入）
- 1997年9月2日 - 第12回修学旅行（この年からアメリカ西海岸方面を導入）
- 2001年4月1日 - 第3代校長就任、スクールバス導入（東松山駅、熊谷駅、鴻巣駅、行田駅・吹上駅の4路線）
- 2002年4月1日 - スクールバス、森林公園駅路線を1年生用として増設
- 2002年8月27日 - 第17回修学旅行（この年からオーストラリア方面を導入）
- 2003年2月17日 - 武揚会館（食堂、合宿所、部室棟等）竣工
- 2003年4月1日 - 学校隔週5日制導入、制服一部改正 制服写真(デザイン会社)
- 2003年4月8日 - 購買部設立、美術館設立
- 2005年3月 - 普通教室（5号棟）（4教室）増築竣工
- 2005年4月1日 - 第4代校長就任
- 2007年4月1日 - スーパーセレクトコース（Super Select Couse 略称SSC）を新設し、3コースから現行の4コースに。
  - 一部名称変更、アスリートコース・総合進学コース（総進）・特別進学コース（特進）・スーパーセレクトコース（SSC）
  - 学校隔週5日制廃止 週6日制に。
- 2009年4月 - 附属中学校開校。
- 2009年4月 - 中学開設に伴い、スクールバスを本川越駅と上尾駅行を増便。
- 2009年8月27日 - 第23回修学旅行（新型インフルエンザ流行のため、この年のみ北海道方面）
- 2010年2月12日 - 創立25周年記念講演会を実施。
- 2011年4月1日 - 高校第5代校長就任。中学校第1代校長就任。
- 2012年4月1日 - 高校第6代校長就任。中学校の校長を兼任。杉戸農業高等学校・熊谷農業高等学校元校長。
  - アスリートコース募集終了。中高一貫コース設立。
- 2014年11月14日 - 創立30周年記念式典を実施。
- 2015年4月1日 - 高校第7代校長就任。中学校の校長を兼任。東京農業大学国際食料情報学部教授。
- 2019年4月1日 - 高校第8代校長就任。中学校の校長を兼任。東京都立桜修館中等教育学校元校長。
- 2021年4月1日 - 高校第9代校長就任。中学校の校長を兼任。前教頭。
- 2022年11月 - 女子の制服にスラックスを導入
- 2023年4月 - 夏用制服にポロシャツを導入

## 地域
みんなの学校へ。をPRに公開市民講座を開く。
- 公開市民講座は、主催、東京農業大学第三高等学校と公開市民講座実行委員会。共催は、東京農業大学第三高等学校と後援会。後援は、東松山市・吉見町・東松山市教育委員会・吉見町教育委員会・東京農業大学。内容は、英会話教室などの講演講座や学校周辺を利用したオリエンテーリングなどの校外体験講座など無料・有料がある。対象者は、主に学校周辺地域の一般人や生徒の家族である。地域密着の学校を目指している。

## 部活動
- 陸上競技部は、全国屈指の強豪校で、名選手を多く輩出している。開校以来インターハイには、ほぼ毎年出場している。インターハイ出場は短距離種目が多かったが、最近では長距離種目も強く、駅伝での活躍も目立つ。選手後援会として、* 農大三高陸上部後援会 - ウェイバックマシン（2016年3月4日アーカイブ分）がある。
- サッカー部は、1991年インターハイ出場を果たしている。
- 弓道部は男女共に強豪として有名であり、2002年の茨城総体に男子が団体で初出場以来、常連である。2009年近畿まほろば総体においては、弓道部女子が優勝し、開校以来初の日本一を成し遂げる。
- 埼玉県内の私立高校では珍しく、専任の応援団がある。(正式には應援團。) 東京農業大学應援團より指導を受けている。 埼玉県内の私立高校で専任の応援団があるのは農大三高と花咲徳栄高等学校、昌平高等学校、早稲田大学本庄高等学院のみである。
- また、埼玉県内の高校では同校と埼玉県立浦和高等学校に設置されているオリエンテーリング 部も存在している。その関係で市民講座では毎年2回同校近辺を利用した大会が開催されている。

## 学校行事
- スーパーセレクトコースおよび特進コースは、一年次の夏休みにある4泊5日のサマーセミナー（勉強合宿）が必修。(中高一貫コースおよび総進コースは希望制)
- 校内マラソン大会は、男子10km・女子5km学校周辺を走る。
- 大掃除が年に三回ある。
- 毎年2月に2年生を対象にした校内英語スピーチレシテーションコンテストがある。
- 毎年3月に1年生を対象とした校内百人一首大会がある。
- 毎年9月中旬に、文化祭である「浪漫祭」が開催される。
- 2月12日は、毎年農大三高創立記念日で休校日となる。
- 3月6日は、学校法人東京農業大学の法人記念日で休校日になる。
- 球技大会(毎年3月)・体育祭(毎年6月)が行われる。ただし、3年生は球技大会を廃止。
- 新年度には新入生のクラブ活動を奨励するため、新入生歓迎会が開かれ、各クラブが発表を行う。
- 新入生は入学してすぐに一泊二日(中学は二泊三日)の「新入生オリエンテーション」に出席する。

## カリキュラム
- 母体が農学系大学である故、卒業時までに全員が必ず生物基礎を学ぶ。
- 文系理系の選択は、二年次にある。
- 一年次には、芸術選択があり音楽・書道・美術の中から一つ選ぶ。
- 三年次のⅠコースは4限で放課。午後は自由選択科目を選択できる。自由選択科目を選択していない曜日は自習をしている。
- 毎週金曜日に東京情報大学の遠隔講座を生徒を対象にマルチメディア教室で実施している。内容はエクセルの使い方やプログラミングなどのパソコンに関することや、就職における適職の探し方、アニメ産業の研究など様々な分野の講座をリアルタイムで受講することができる。またその講座が行われる"お知らせのプリント"を作成しているのがパソコン部 - ウェイバックマシン（2008年1月29日アーカイブ分）である。
- 高等学校では、中学校から入学した内部進学の生徒は、高等学校から入学した外部進学の生徒とは、高等学校卒業時まで別クラスとなる[注 1]。

## 施設

### 武揚会館
東京農業大学創設者の榎本武揚から武揚会館（ぶようかいかん）と名づけられた。
- 武揚会館には、合宿所・食堂・部室棟・科学トレーニング室がある。武揚会館/キャンパスマップ 公式HP
- 武揚会館の前には榎本武揚の胸像がある。

## アクセス

### 概要
- 東武鉄道東上線東松山駅よりスクールバスで最速10分。
- JR高崎線熊谷駅よりスクールバスで30分。
- 秩父鉄道秩父本線行田市駅（JR東日本吹上駅経由）よりスクールバスで35分（20分）。
- JR高崎線鴻巣駅より25分。
- 東松山駅東口から川越観光バス「HM-01：マイタウン循環」で「市営住宅」バス停から徒歩約5分。
- 自転車通学は可能であるが、自転車通学モデル指定校となっているため、認められたものしか自転車通学することはできない。また、東武東上線を利用している者の中にも、部活に入部しているものは東松山駅より自転車で通学している者も少なくないが、原則電車通学者は学校までスクールバスで来なくてはならない。

### スクールバス
2000年度までは校内に路線バスの停留所を数箇所置くという形（この為東松山駅、鴻巣駅、熊谷駅始発の東武バスには「農大三高行き」という路線が存在していた）であったが、2001年4月より独自のスクールバスを導入。学校と東松山駅、熊谷駅、鴻巣駅、行田市駅（吹上駅経由）各駅とを結ぶ4路線を設置した。翌年には混雑緩和の目的で1年生用に森林公園駅路線を増設、さらに付属中学校が開校した2009年4月には上尾駅、本川越駅路線が増設された。周辺駅とのリンクはかなり整備されている。
2008年度まで東松山駅行きの委託業者は国際十王交通、熊谷駅、行田市駅、吹上駅、森林公園駅行きはビーエム観光、鴻巣駅行きは東榮自動車だったが、上尾駅、本川越駅の路線が増設された2009年度からは、全路線ビーエム観光となった。
スクールバスは、基本的に緑を基調としたカラーである。このカラーは学校オリジナルのものではなく、三菱ふそうエアロスターというバスのサンプルカラーに学校名を書き加えただけのものである。三菱ふそうのサンプルカラーであるにも関わらず、いすゞ車や日野車にも採用されている。他のカラーのバスには学校名が書かれたマグネットシートが貼ってある。
定期代は一般の路線バスの半額程度といわれている。また、校内の券売機で回数券を販売しているため、定期券を持っていない生徒の利用も可能である。
なお、2017年の夏に新車バスが1台だけ導入された。それによる置き換え等は不明。

## その他
- 第3代校長の時、テスト後の休み（テスト休み）制度が廃止された。また、高校のチャイムが校歌のメロディーに変えられていたが、かつての定番であるウェストミンスターチャイムに2016年1月21日14時30分頃から変更された。なお、中学校は設立当初からウェストミンスターチャイムである。
- 第4代校長は、東京農業大学教授でもあるため農三にはいつもいるわけではない。そのため、教頭のほかに副校長がいた。
- 『松籟』（しょうらい）という生徒会機関誌が年に一度発刊される。
- かつて『いもバック』という、学校指定バックがあったが普及しなかった。
- 東京農業大学開発のカムカムドリンクが農三購買部でも売っている。カムカムとは、果実の事でアセロラの味に似ている。しかし、生徒曰く「文化祭でしか販売されない」とのこと。
- 購買部では、オリジナルグッズをそろえている（タオル・Tシャツ・ポロシャツ・ネクタイピン・ノート・ベアストラップ・クリアファイルなど）。
- 定期的に頭髪服装検査(制服検査)がある。
- 学校に隣接して東松山陸上競技場があり、体育祭や陸上部の活動に使用される。また、駐車場だけを借りることもある。
- 1990年ごろまでグリーンベルトといわれる校舎を一周ぐるっと囲む緑色のラインがあった。グリーンベルトで生徒は立ち止まり一礼することを指導されていた。
- 2009年度よりカーディガンの色に黒が追加され、白が廃止となった(現在は紺・灰・黒の着用が認められている)。
- 東京都石油業健保組合東松山総合グラウンド（通称：健保グランド）が校内のグラウンド・野球場に隣接しているが、学校とは全く関係がない。なお、太陽光発電所建設に伴い取り壊された模様。
- 文化祭（浪漫祭）・体育祭は2005年度より、それまでの隔年開催から毎年開催に変更された。
- 部活動の壮行会や応援席、文化祭においては、應援團による大根踊り（正式名称：青山ほとり）[注 2]を見ることが出来る。
- 独自に開発されたとされる三高体操が存在し、体育の授業で毎時間やることになっている。また、4月の授業はこの体操の練習、三学期の実技試験はこの体操となっており農大三高には無くてはならないものである。

## 著名な出身者
- 松浦昇汰 - サッカー選手
- 三浦紗津紀 - 女子サッカー選手
- 吉田祐也 - 長距離走・マラソン選手
- 宇田川瞬矢 - 長距離走・マラソン選手
- 竹下和輝 - 長距離走・マラソン選手
- 長部虎太郎 - 長距離走・マラソン選手
- 塩原啓太 - 男子バレーボール選手
- 愛羽ふぶき - 俳優・宝塚歌劇団
- 心之助 - ラッパー
- プロ奢ラレヤー - 著作家・インフルエンサー
- 小宮あんり - 東京都議会議員（自民党）
- 友田雅明 - 元坂戸市議会議員（自民党）

## 系列校
- 学校法人東京農業大学
  - 東京農業大学
  - 東京情報大学
  - 東京農業大学短期大学部（2018年閉学）
  - 東京農業大学第一高等学校・中等部
  - 東京農業大学第二高等学校
  - 東京農業大学稲花小学校
  - 東京農業大学グリーンアカデミー